# Alticola argentatus
Alticola argentatus је врста волухарице. 

## Распрострањење
Ареал врсте покрива средњи број држава. Врста има станиште у Кини, Казахстану, Авганистану, Пакистану, Киргистану, Таџикистану, Узбекистану и Индији.

## Станиште
Станишта врсте су планине, жбунаста вегетација и травна вегетација на висинама од 1.500 до 3.600 метара надморске висине.

## Угроженост
Ова врста је наведена као последња брига, јер има широко распрострањење и честа је врста.